# Lori de pit escatós
El lori de pit escatós (Trichoglossus chlorolepidotus) és una espècie d'ocell de la família dels psitàcids que boscos de la costa oriental d'Austràlia, des del nord-oest de Queensland fins Nova Gal·les del Sud.